# Коліно (віршування)
Коліно — частина пісенного рядка між паузами (цезурами), що складає ритмомелодійну одиницю в загальній метричній структурі пісенної строфи (куплету). Наприклад, строфа старовинної козацької пісні має таку будову:
Сокіл з орлом,// сокіл з орлом //купається

Сокіл орла // питається.
Складається з двох однакових, гетерометричних (нерівномірних) рядків три і двоколінного.
Складочисельно її будову можна зобразити так: (4 + 4 +4), (4 + 4). Більшість українських куплетних народних пісень складається з однаковою кількістю колін.